# Petkelsaari (ö i Norra Savolax, Varkaus, lat 62,62, long 27,72)
Petkelsaari är en halvö i Finland. Den ligger i sjön Kallavesi och i kommunen Leppävirta i den ekonomiska regionen  Varkaus ekonomiska region  och landskapet Norra Savolax, i den centrala delen av landet, 300 km nordost om huvudstaden Helsingfors.